# زاوية سيدي سحنون الإيراثني
زاوية مقلع أو زاوية سيدي سحنون الإيراثني هي إحدى الزوايا في الجزائر التابعة لمنهاج الطريقة الرحمانية، والواقعة في عرش آيث فراوسن حول بلدية مقلع بدائرة مقلع ضمن ولاية تيزي وزو.

## العائلة السحنونية
ترتبط العائلة السحنونية الإيراثنية في عرش آيث إيراثن بعلاقة تاريخية وثيقة مع الفقيه أبو سعيد عبد السلام سحنون بن سعيد بن حبيب التنوخي بالنظر إلى ارتباط «عائلة إسحنونن» في «قرية جمعة نصهريج» بمدينة القيروان حيث حل بها الشيخ الفقيه عبد السلام سحنون قادما إليها من حمص، حيث استقر أبوه «ابن حبيب التنوخي».[بحاجة لمصدر]
وقد وُلِدَ ولد الفقيه عبد السلام سحنون سنة 608م في القرن السابع الميلادي، وبعد أن استكمل تحصيله العلمي في الطور الأول بمسقط رأسه، شد الرحال إلى القيروان حيث تولى القضاء في عهد «الأمير محمد بن الأغلب» سنة 648م.[بحاجة لمصدر]
وفي سنة 677م انتقل إلى الشام ثم الحجاز، ولقب بـ«سحنون» لحدة ذكائه وسرعة فهمه تشبيها بالطائر الحاد البصر، واشتهر برفعة مكانته العلمية بين العلماء والدارسين الذي كانوا يقصدونه للاستفتاء، كما ساهم مساهمة كبرى في نشر المذهب المالكي في أقطار المغرب العربي والأندلس، ومن مؤلفاته المدونة الكبرى في الفقه المالكي، كما عرف عنه تواضعه وعدله وعفته والجرأة في إصدار الأحكام فاستحق لقب «سراج القيروان».[بحاجة لمصدر]
أما عن أحفاد «سيدي سحنون الصهريجي» فقد تفرعت ذريته بقرية «جمعة نصهريج» إلى سبع عائلات[بحاجة لمصدر] وهي:
1. آيث واعمر -حاليا يلقبون «زيات»-،
2. آيث الجودي -حاليا «نايت جودي»-،
3. آيث الحسين -حاليا «بوسليماني»-،
4. آيث واعلي -حاليا «الوالي»-،
5. آيث محند -حاليا «عثمان»-،
6. آيث سي حند -حاليا «بن ناصر»-،
7. آيث سي سعيد -حاليا «سحنون»-.

وقد انتقل نجل من العائلة السحنونية، وهو «علي بن محمد السحنوني»، إلى «قرية إعبوذن» في عرش آيث إيراثن لاستخلاف سيدي أعمر الشريف الإيراثني في الإشراف على الزاوية بعد انتقال هذا الأخير إلى «ساحل بوبراق» ناحية دلس أين أسس زاوية سيدي داود، وأسس هناك عائلة خرج من صلبها «الشيخ محند واعلي أوسحنون» الذي كان من قادة مقاومة الشيخ المقراني في 1871م، بعرش آيث إيراثن، وبعد إخفاق ثورة المقراني نفي إلى سجن كايين في غويانا الفرنسية حيث فر منه ثم أعيد إليه مرة ثانية وتمكن من الفرار منه مرة أخرى.

## التأسيس
تم تأسيس زاوية مقلع من طرف العالم الجليل «سيدي الصديق بن أعراب الإيراثني» داخل قرية من قرى عرش آيث إيراثن في الجزائر.
وتقع «زاوية سيدي سحنون الإيراثني» في «قرية جمعة نصهريج» التابعة لبلدية مقلع في ولاية تيزي وزو وهي من الزوايا العتيقة بمنطقة القبائل.
وهي لا تزال إلى يوم الناس هذا محج الكثير من المريدين، وكان يشرف عليها «الحاج الشريف أولجودي» ومن أعضائها البارزين «الحاج أمحند أوسحنون»، هذا وتشير بعض الروايات الشفوية إلى أن «سيدي سحنون» قدم من مدينة القيروان بتونس ومر على بجاية حيث استقر في «قرية جمعة نصهريج» ضمن «عرش آيث فرواسن»، من دون أن تحدد هذه الروايات تاريخ مجيئه إلى بجاية، ولقد نزل ضيفا على أقدم عائلة بـ«جمعة نصهريج» وهي عائلة «إعمارن».
ولعله انشغل بتدريس القرآن والعلوم الشرعية، كما جرت العادة لدى الأسر الشريفة النازحة إلى بلاد الزواوة.
وتشير مصادر أخرى إلى أن «الأسرة السحنونية» تنتمي إلى «سي محمد أوسحنون»، وهو من «أولاد سحنون» في «قرية إيسحنون» ضمن عرش آيث إيراثن، وقد عرف هذا الرجل بجهاده في ثورة المقراني إلى جانب الطريقة الرحمانية، وقد أوكلت له مهمة الذود عن مناطق الأربعاء نايث إيراثن خلال ثورة المقراني بمعية «مقاديم الطريقة الرحمانية» بالمنطقة أمثال «سي محند نايث إبراهيم» من «تاوريرت»، و«نايث علي أوناصر»، و«سي محند الحسين».

## المرافق
تضم زاوية مقلع حاليا عدّة مرافق، أهمّها:
1. المسجد الجامع.[6]
2. بيت القرآن.[7]
3. بيوت الطلبة.[8]
4. قاعات الإطعام.[9]
5. سكنات لإقامة الزائرين.[10]
6. مسكن شيخ الزاوية.[11]

## شيوخ الزاوية
لقد حفظت لنا الذاكرة الجمعية لسكان بني وغليس نزرا يسيرا من المعلومات، حول الشخصيات التي تعاقبت على التدريس بزاوية سيدي سحنون، منذ أواخر القرن التاسع عشر الميلادي.
ويمكن إجمال وترتيب شيوخ زاوية مقلع على النحو التالي:
1. الشيخ الصالح بن محمد بن لونيس بن القاضي.
2. الشيخ مُحند وَلحَاجْ أكديد.
3. الشيخ العربي ناث بُوعْضه.
4. الشيخ مُحَندْ أُوعُمَرْ لونيس.
5. الشيخ محند أمقران بن محند أُعُمَرْ لونيس.
6. الشيخ لخضر كمال.
7. الشيخ أرزقي أبو يعلى دحلال.
8. الشيخ محند أمزيان بن أبو يعلى دحلال.
9. الشيخ أحمد آث أفرح.
10. الشيخ العربي أيَنِيوْ من آيث يني.
11. الشيخ أحمد أعراب من سطيف.
12. الشيخ محند بن مسعود ناث بوثشور.
13. الشيخ محمد السعيد وزان من ناحية آيث وغليس.
14. الشيخ الصادق حسين منذ سنة 1791م.

## مقاومة التنصير
تطور دور زاوية مقلع السحنونية في مواجهة التنصير بعد الاحتلال الفرنسي للجزائر، ولقد تداولت «عائلة السحنوني» على تسيير شأن الزاوية مثل «الشيخ بلقاسم» وأخيه «الشيخ إبراهيم»، ثم «الشيخ محمد» وأخيه «الشيخ الشريف السحنوني».
وقد بلغت الزاوية على عهد «الشيخ الشريف السحنوني» أوج إشراقها، ففضلا عن عملها الاجتماعي بمنطقة القبائل، عملت الزاوية على مواجهة التنصير بالعمل التربوي، فكثفت من الاهتمام بتعليم القرآن والعلوم الدينية الأخرى، وعملت أيضا على تطوير تعليمها من حيث الطرق والمناهج، وعملت على تطوير مكتبتها، وقام المشرفون عليها باستقدام العلماء من خارج وداخل الجزائر إثراء لبرامجها وتنويعا لمعارفها.
ولقد انتصب شيخ الزاوية بنفسه «سيدي الشريف السحنوني» معلما في الزاويتين بـ«تاغراست» و«بني وغليس»، مسخرا نفسه للتدريس بنفسه.
ومما يوحي بأهمية هذه الزاوية على المستوى الخارجي تلك العلاقة المميزة التي كانت تجمع «الشيخ الشريف السحنوني» مع «العلامة الشيخ محمد الطاهر بن عاشور» الذي كان شيخ جامعة الزيتونة بحيث كان مهمتا بأمور الزاوية، وعارفا لقيمتها.
كما جمعت علاقة العلم والأخوة بين «الشيخ الشريف السحنوني» و«العلامة عبد الحميد بن باديس» الذي كان يحثه على الاهتمام بالإصلاح التربوي في الزاوية بما يخدم القضية الوطنية ويذود بالدفاع عن ثوابت الأمة ضد سياسة التبشير التي كانت متركزة في منطقة القبائل بغية شق وحدة الشعب الجزائري.
والظاهر أن شيوخ زاوية مقلع السحنونية كانوا قد استفادوا من علمائهم ومشايخهم بالمنطقة ذاتها وطوروا مناهج التربية والتعليم في الزاوية السحنونية على يد شيوخهم الذين تعلموا عنهم مثل:
1. الشيخ أبو القاسم البوجليلي (1829م-1898م)، من قرية بوجليل بمنطقة آث عباس بجاية الذي تتلمذ على يديه الشيخ الشريف الوغليسي،
2. الشيخ محمد السعيد بن زكري الجنادي (1851م-1914م)، صاحب كتاب «أوضح الدلائل على وجوب الإصلاح في بلاد القبائل» وكان إماما في علم التوحيد والفقه على المذهب المالكي ورهن حياته للتعليم والإرشاد، ونتيجة لتجاربه هذه ألف كتابه السابق الذكر الذي ضمنه تجربته في ميدان التعليم، ودعا الزوايا بمنطقة القبائل لاتباع مناهجه في التعليم، كما دعا «الشيخ أبو يعلى الزواوي» إلى إصلاح الزوايا بما يخدم القضايا الوطنية، الأمر الذي جعل منه قطبا من أقطاب جمعية العلماء المسلمين الجزائريين لاحقا.

ولقد طور «الشيخ محمد الشريف السحنوني» مناهج الدراسة بالزاوية واستقدم مشايخ من الزيتونة حيث وفد من تونس كل من «الشيخ محمد الحبيب» و«الشيخ المرشيشي» للمساعدة على التدريس وأصبح تعليمه بالزاوية يتماشى وبرنامج التعليم في جامعة الزيتونة أو في مدارس جمعية العلماء المسلمين الجزائريين.
وعليه فقد زاد الإقبال على الزاوية وبلغ عدد طلاب الزاويتين 550 طالبا، وعلى الرغم من بساطة الوسائل المستعملة في الزوايا لنشر التعليم وكلاسيكية المنهج التربوي في جانبه البيداغوجي مقارنة ببقية المناهج المتقدمة في المنارات والحواضر الكبرى في المشرق العربي، إلا أن الدور التعليمي للزوايا ظل يقف حجرة عثرة في وجه سياسة التنصير التي كان يمارسها الآباء البيض في المدارس.
فحتى أولئك الذين كانوا يدرسون في المدارس العربية الفرنسية، لم يتمكنوا من النهل من الثقافة الفرنسية وظلوا يحنون إلى نبعهم الحضاري ويترددون على مدارس الزوايا مما جعلهم على حد تعبير بعض المسؤولين الفرنسيين يعتبرون طلابا ومريدين في ذات الوقت، وهي إشارة واضحة كانت تعتبرهم جيل ثوريا صاعدا سيهز أركان الاحتلال الفرنسي للجزائر.
لم يكتف شيوخ زاوية مقلع السحنونية بالاهتمام بالتربية والتعليم فقط، بل عملوا بالتوازي مع ذلك لإنماء معارف المريدين وتعدد معارفهم، ولأجل ذلك اهتموا بالمكتبة وطوروها بإثرائها بالكتب والمحفوظات.
كما اهتمت الزاوية بتنظيم إعانات للمعوزين دوريا تحول دون ارتمائهم في مخالب التنصير وحافظت على نظام «التويزة» لسد رمق الكثيرين خلال فترة الجفاف، واهتمت أيضا بالشعر الديني كأسلوب للصمود في وجه حركة التبشير.
لقد ركزت الزاوية على التعليم واعتبرته مشروعh اجتماعيا شارك في بنائه المجتمع برمته لتحصين أبناء المنطقة من مخالب التنصير، وهو الأمر الذي ينطبق على الدور التعليمي للزوايا في منطقة القبائل، بحيث كان التعليم يقوم على التربية أولا، ثم يأتي بعد ذلك تطوير المعارف الثقافية بحفظ القرآن والمعارف المتصل به.
وعليه كانت المواجهة بالتعليم في زاوية مقلع السحنونية، وكانت من أقوى الأسلحة في مواجهة التنصير الذي كان قد استفحل أمره بالمنطقة، ولم يتم مواجهة التنصير بالمنطقة فحسب، بل عملت الزاوية بفضله من محو الجهل والمحافظة على الهوية، وتخريج علماء كان لهم الفضل في بناء الجزائر المستقلة أو قادة ومجاهدين أثناء ثورة تحرير الجزائر، كما أن ذلك المنحى الذي انتهجه «السحنونيون» دفعهم إلى تشجيع الطلبة على الاستزادة من العلم عبر إرسالهم لجامع الزيتونة كما هو الحال بالنسبة لـ«محمد أرزقي كتاب» الذي عاد من جامع الزيتونة سنة 1945م، الأمر جعل التقارير الفرنسية تحكم على مريدي «الطريقة السحنونية» بأنهم قد أصبحوا منتمين إلى جمعية العلماء المسلمين الجزائريين وهو ما عزز من أساليب مقاومة الزوايا الرحمانية لمواجهة الهجمة التنصيرية الاستعمارية بالاعتماد على التعليم كأسلوب قوي في مواجهة التنصير.

## أعلام الزاوية
- الشريف بوبغلة[12]
- الشيخ الحداد[13]

## مكتبة الصور

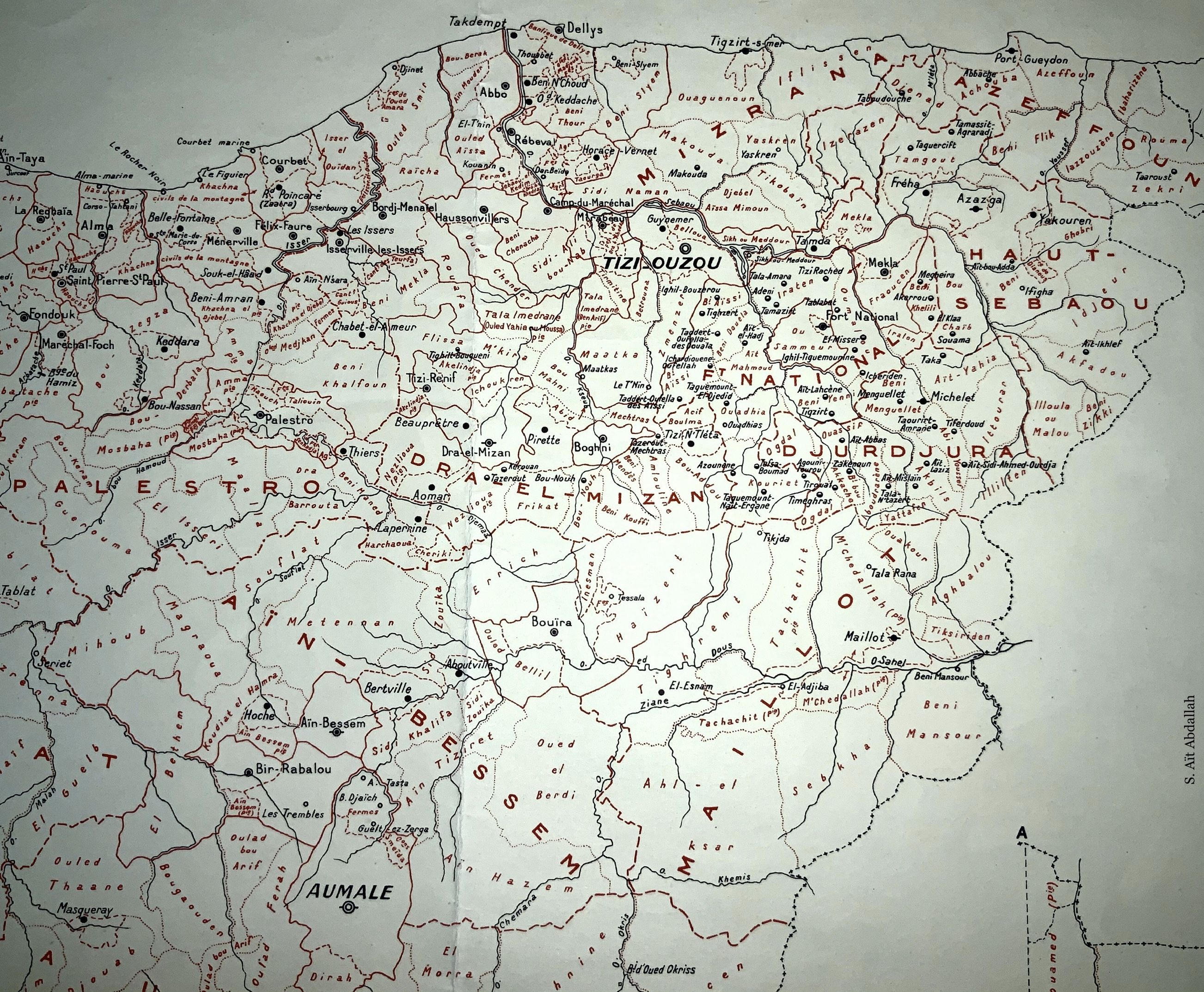
منطقة القبائل
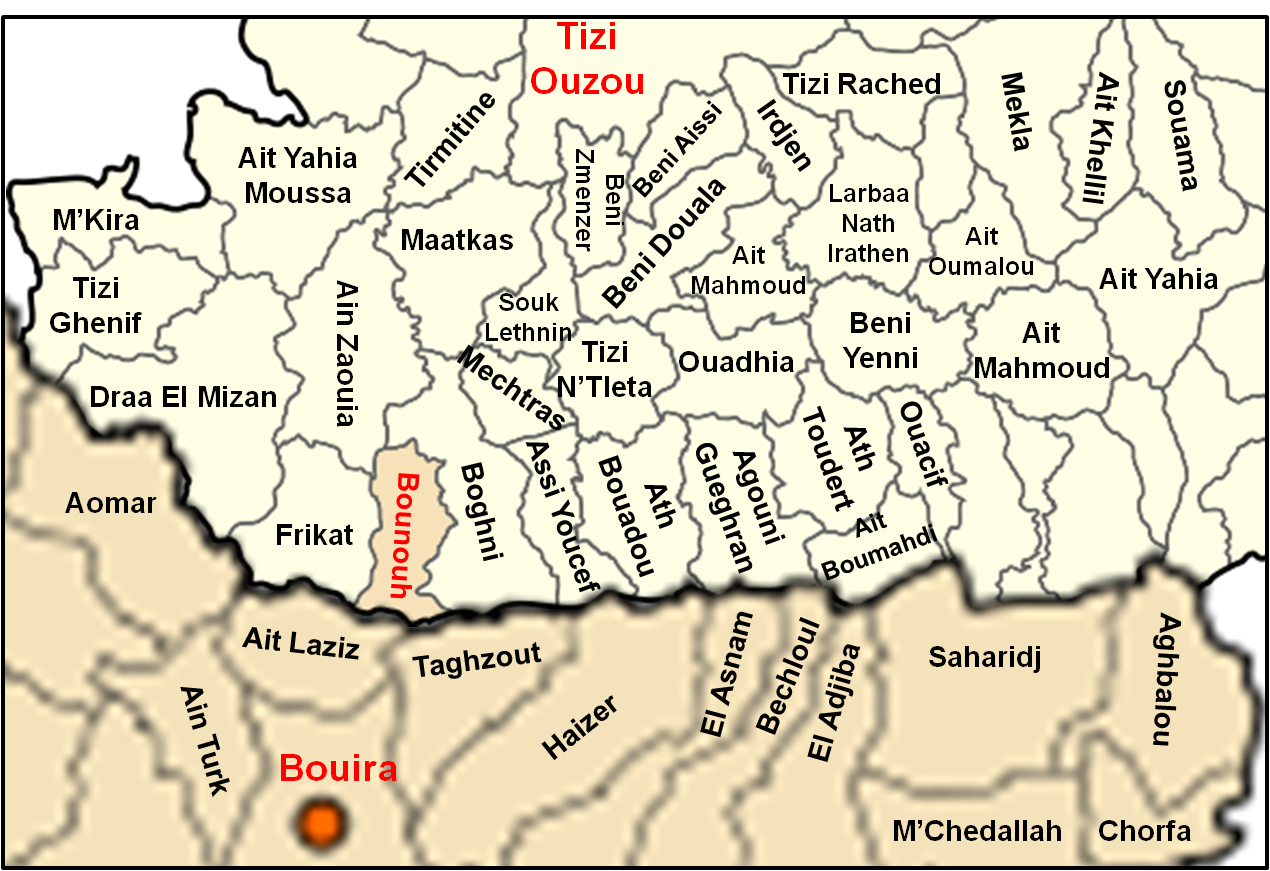
مقلع في ولاية تيزي وزو
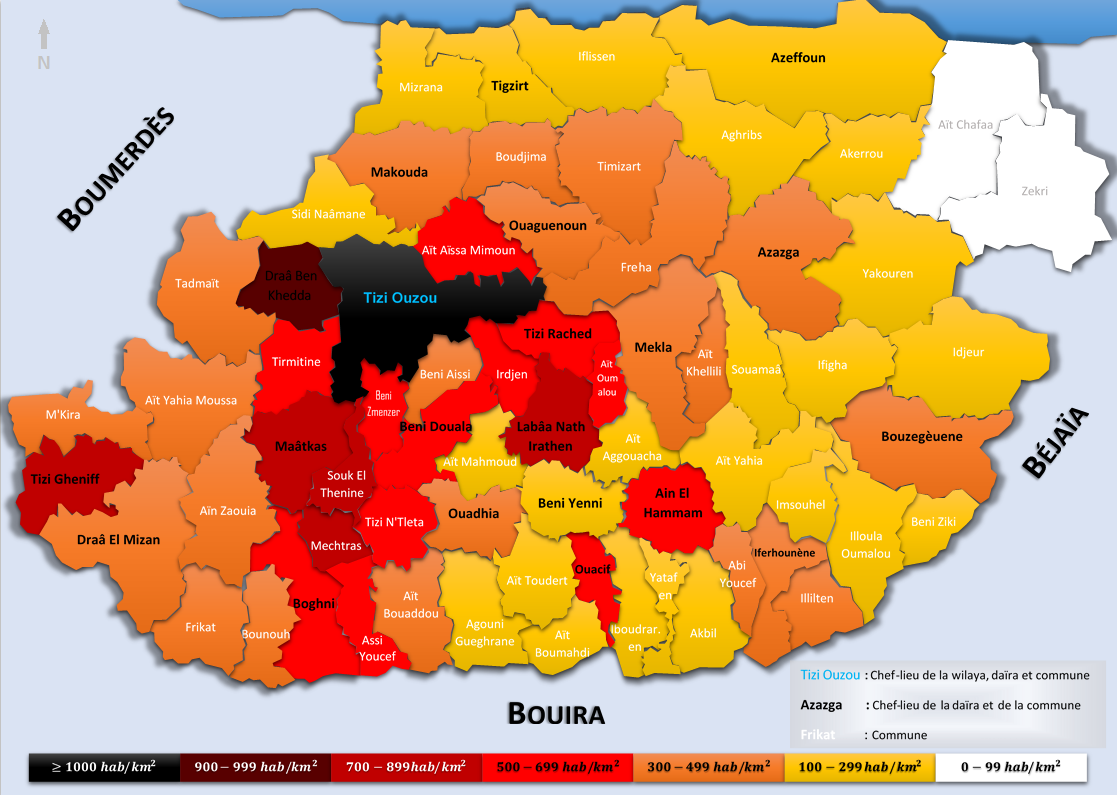
مقلع في ولاية تيزي وزو
مقلع في ولاية تيزي وزو

### مواضيع ذات صلة
- المرجعية الدينية الجزائرية
- وزارة الشؤون الدينية الجزائرية
- الحزب الراتب: الحزاب - الباش حزاب - السلكة
- الزوايا في الجزائر
- الطريقة الرحمانية
- زاوية سيدي بوسحاقي
- زاوية سيدي بالوة الزواوي
- محمد بن عبد الرحمن الأزهري
- الشيخ الحداد
- طريقة صوفية
- صوفية
- تاريخ التصوف
- ولاية تيزي وزو
- دائرة مقلع
- بلدية مقلع
- منطقة القبائل
- عرش آيث إيراثن
- زواوة
- جبال جرجرة

### فايسبوك
- زاوية سيدي سحنون الإيراثني  على فيسبوك.

### فيديوهات
- قرى الأربعاء نايث إيراثن تحتفل بذكرى مؤتمر الصومام على يوتيوب
- تعريف بزاوية بونوح على يوتيوب
- تعريف بسيدي أمحمد بن عبد الرحمن الأزهري الزواوي على يوتيوب

### وصلات خارجية
- الموقع الرسمي لوزارة الشؤون الدينية والأوقاف الجزائرية